# Kurt Couto
Kurt Leonel da Rocha Couto, kurz Kurt Couto (* 14. Mai 1985 in Maputo), ist ein mosambikanischer Hürdenläufer.
Couto zog bereits mit 17 Jahren ins Nachbarland Südafrika, um dort zu trainieren. Inzwischen hat sich Couto auf die Disziplin des 400-Meter-Hürdenlaufs spezialisiert.
Couto nahm bereits vier Mal an Olympischen Sommerspielen teil (2004, 2008, 2012 und 2016). Sowohl 2004, 2008 als auch 2012 war Couto der Flaggenträger der mosambikanischen Delegation während der Eröffnungsfeiern.
Eine Goldmedaille gewann Couto bei den Spielen der Lusophonie 2006 in Macau. Bei den Panafrikanischen Spielen 2011, die in Maputo stattfanden, gewann Couto eine Silbermedaille. Bei den Olympischen Spielen 2012 erreichte Couto das Halbfinale und damit einen 22. Platz, schied daraufhin jedoch aus. Dennoch wählte ihn der mosambikanische Sportverband zum Sportler des Jahres 2012. Bei den Olympischen Spielen 2016 schied Couto bereits in der ersten Runde mit einer Zeit von 49.74 Sekunden aus.
Seine persönliche Bestzeit erreichte Kurt Couto mit 46,50 Sekunden in Windhoek im Jahr 2007.